# رزین آکریلیک

پلی هیدروکسی اتیل متاکریلات یک رزین آکریلات معمولی است.

رزین آکریلیک (به انگلیسی: Acrylic resin) یک ماده پلاستیکی ترموپلاستیک یا گرمازا است که از اسید اکریلیک، اسید متاکریلیک یا سایر ترکیبات مرتبط حاصل می‌شود. یک نمونه پلی هیدروکسی اتیل متاکریلات است که هنگام ترکیب با پلی ایزوسیاناتها، یک پلیمر پیوسته ایجاد می‌کند. چنین موادی در تولید بعضی از رنگ‌ها کاربرد دارند.

## مزایای استفاده از آن در تولید رنگ
رزین آکریلیک یک ماده معمول در تولید رنگ لاتکس است (انگلیس: "رنگ امولسیون"). در رنگ‌های که برای مصارف داخلی یا محیط بیرونی هستند لاتکس با نسبت بیشتری از رزین آکریلیک، در مقابل وینیل، محافظت از لکه، مقاومت بیشتر در برابر آب، چسبندگی بهتر، مقاومت بیشتر در برابر ترک و تاول و مقاومت در برابر پاک کننده‌های قلیایی دارند. رزین آکریلیک در برابر آب بسیار مقاوم است. همین خصوصیت است که کاربرد خارجی آن را ایده‌آل می‌کنید. رزین آکریلیک می‌تواند در حالت جامد، چندین دهه دوام داشته باشد. پس از گذشت سال‌ها در معرض نور خورشید زرد نمی‌شود. رزین‌های اکریلیک با افزودن لاتکس (امولسیون انگلیس) خاصیت براق بودن آن‌ها، خاصیت مکانیکی یعنی مقاومت در برابر خراش را افزایش می‌دهد و درخشش را در مقایسه با رزین تنها وینیل بهبود می‌بخشد.

## تخریب میکروبی
ملانین الصوت کپک سبز سیاه نمونه رزین اکریلیک در کلیسای جامع میلان را خراب نمود.